# Chapelle Notre-Dame du Grasweg
La chapelle Notre-Dame du Grasweg est un monument historique situé à Huttenheim, dans le département français du Bas-Rhin.

## Localisation
Ce bâtiment est situé rue du Premier-Décembre à Huttenheim.

## Historique
L'édifice fait l'objet d'une inscription au titre des monuments historiques depuis 2002.

## Architecture

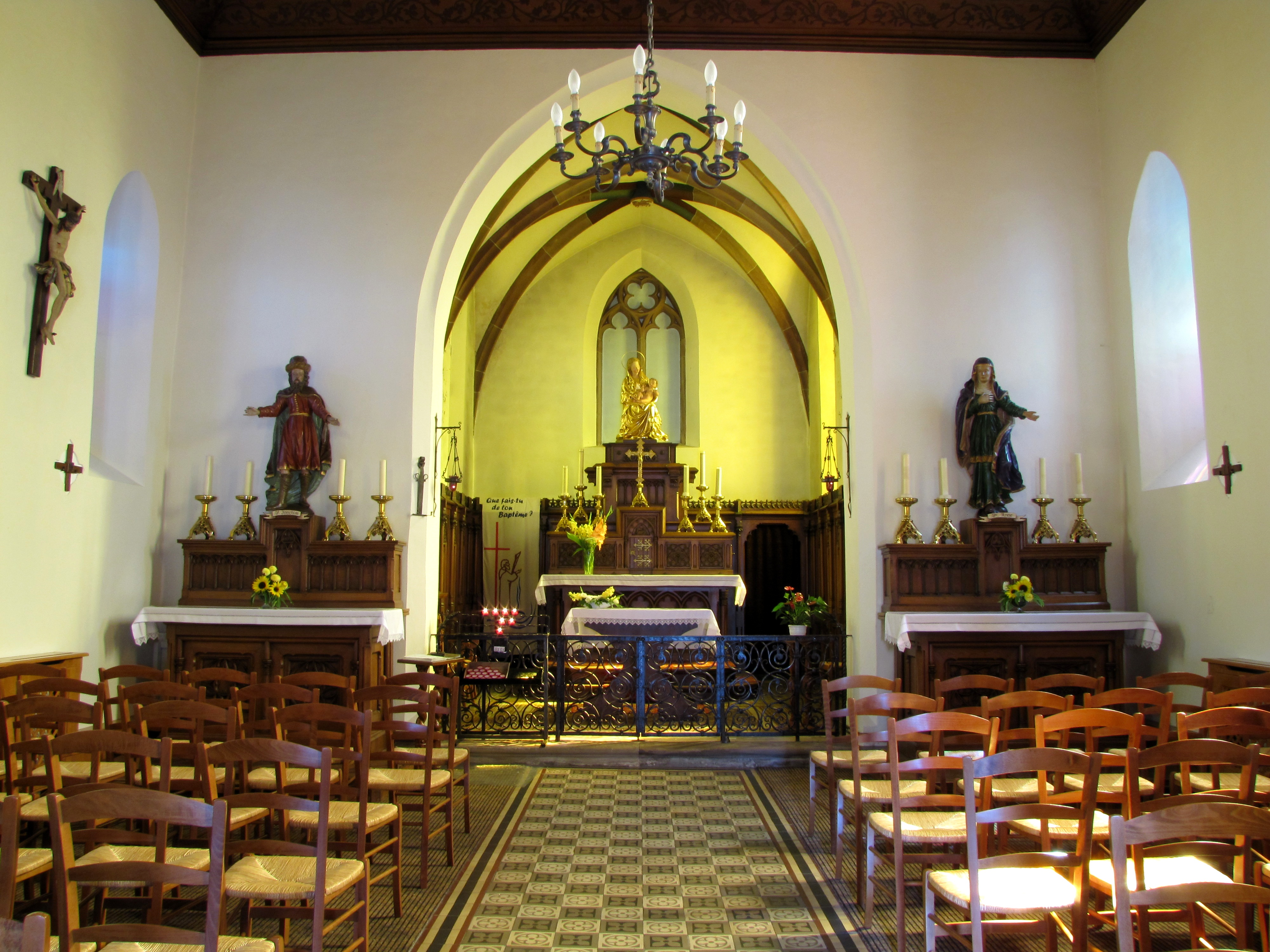
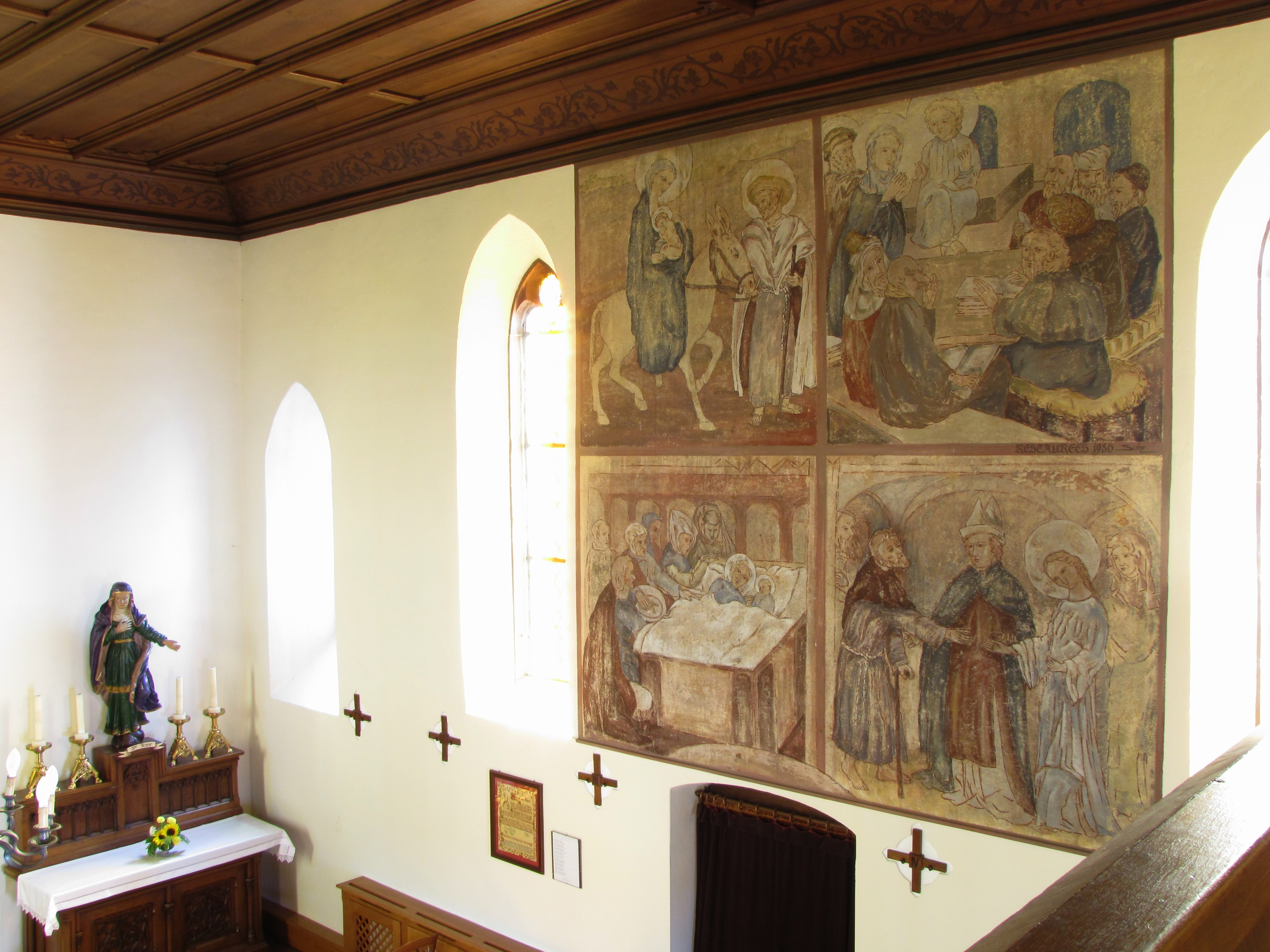
Fresques (XIVe-XVe)
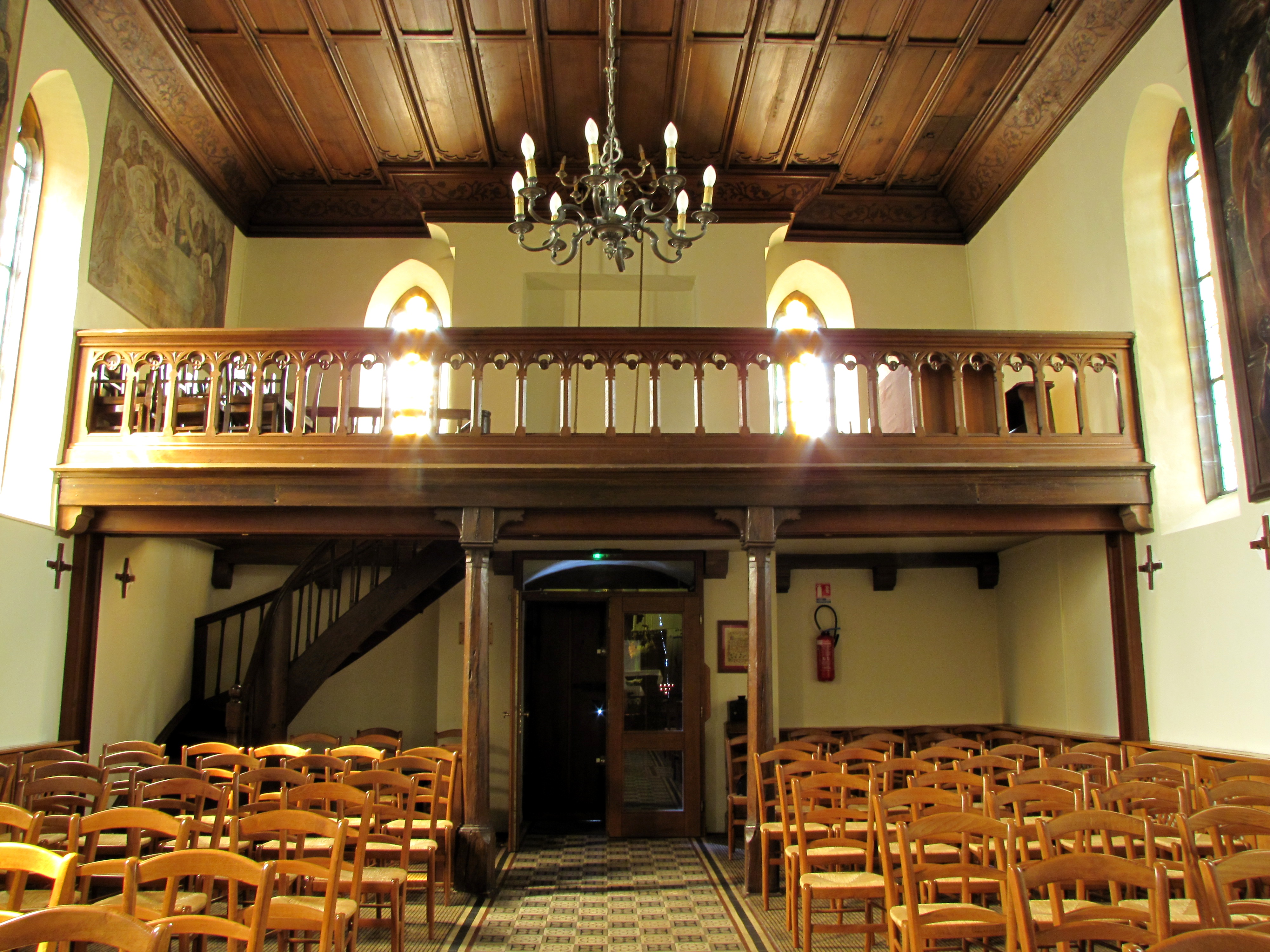
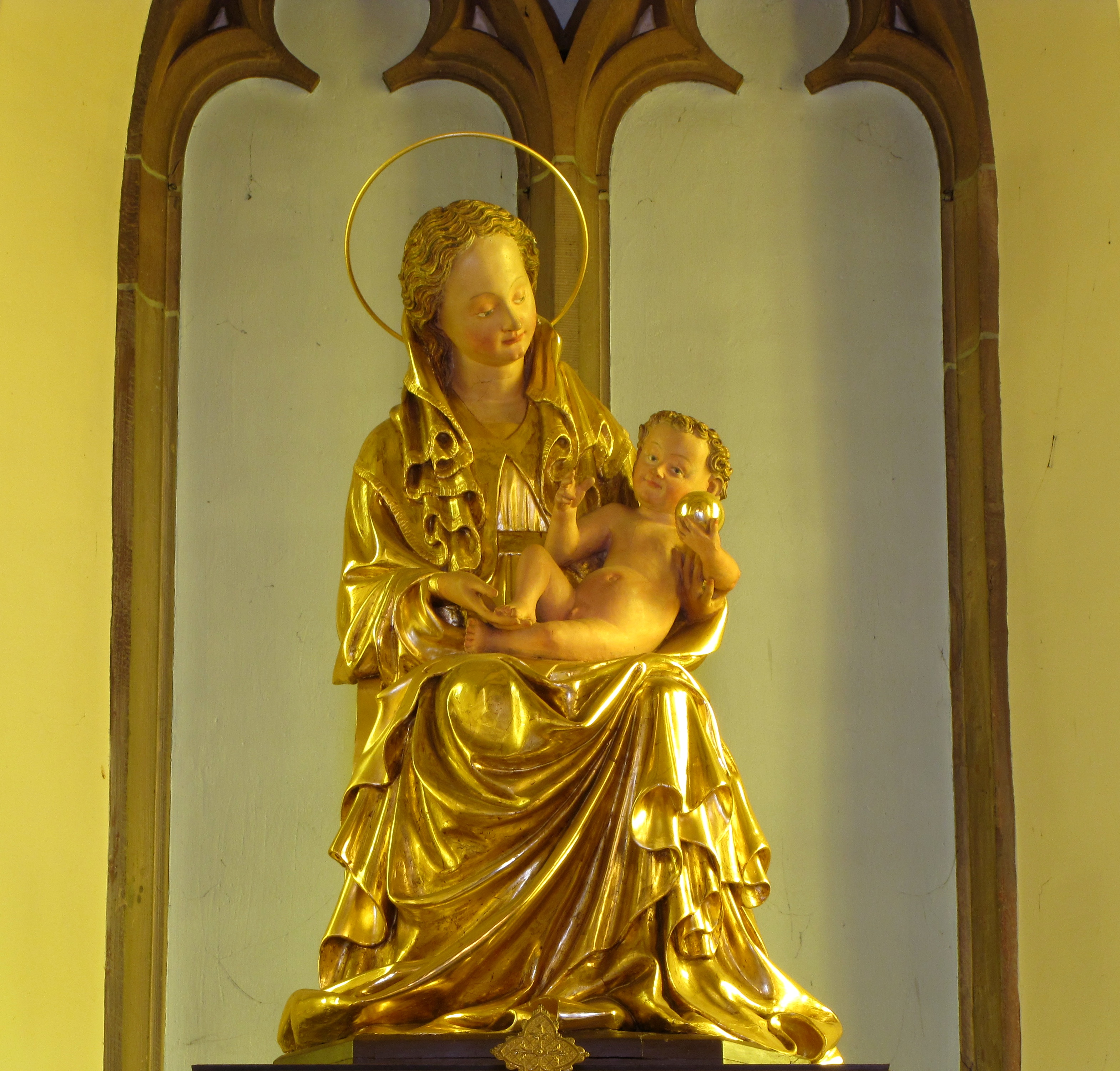
Vierge à l'enfant (XVe)
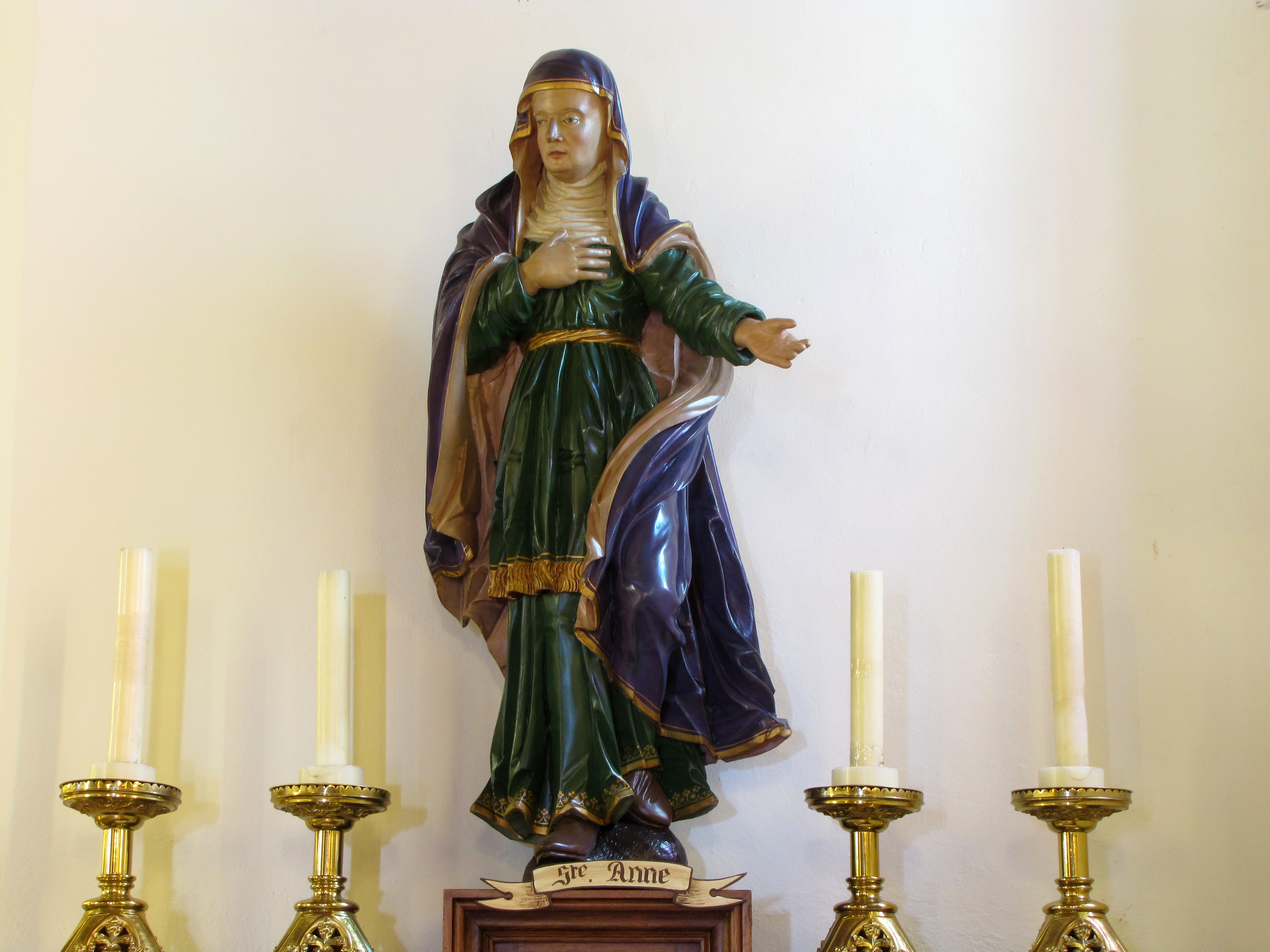
Sainte Anne (XVIIIe)
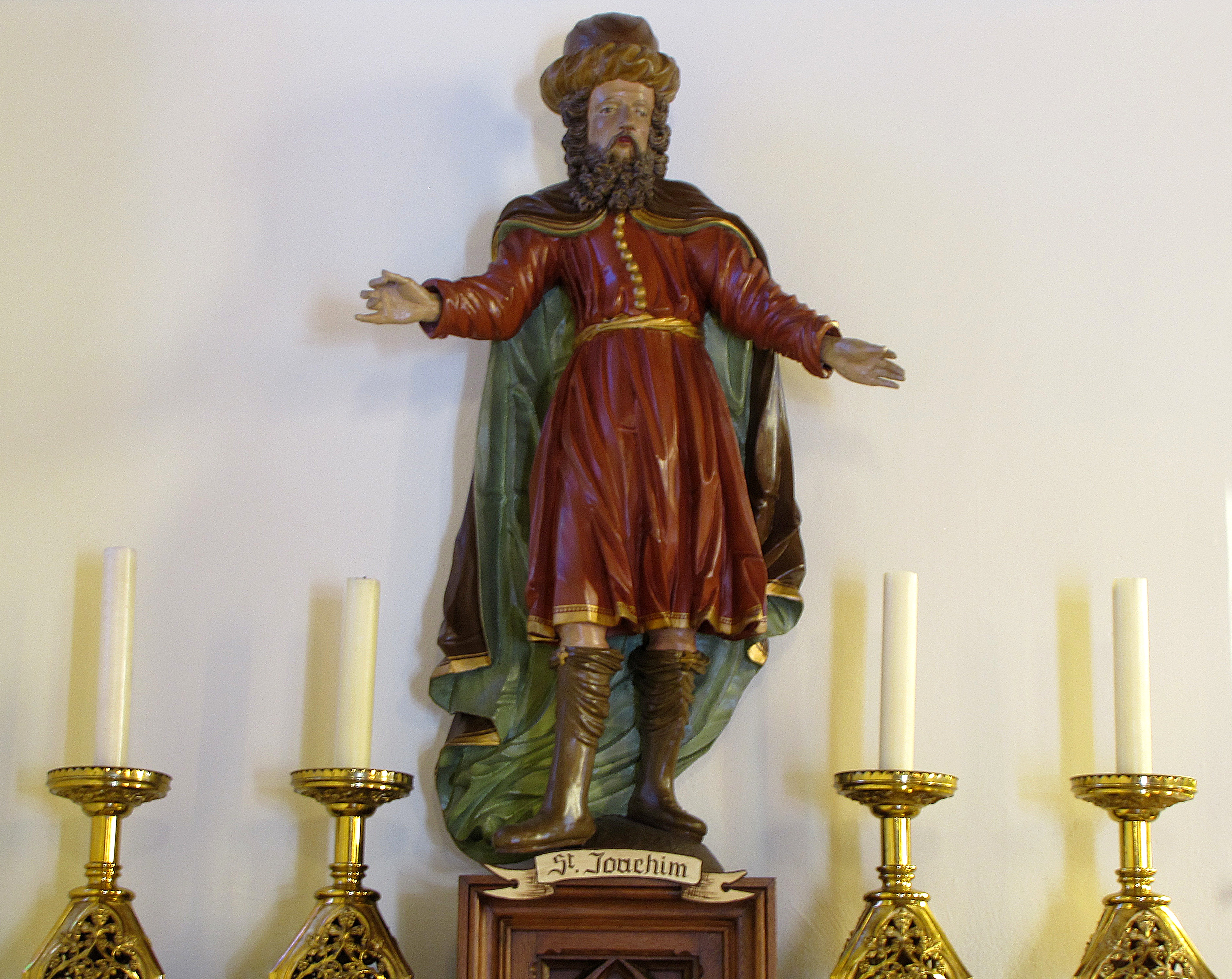
Saint Joachim (XVIIIe)